# Lamar McHan
Clarence Lamar McHan (Lake Village, 16 dicembre 1932 – New Orleans, 23 novembre 1998) è stato un giocatore di football americano statunitense che ha giocato nel ruolo di quarterback nella National Football League (NFL). Al college giocò a football all'Università dell'Arkansas.

## Carriera professionistica
McHan fu scelto come secondo assoluto nel Draft NFL 1954 dai Chicago Cardinals, con cui rimase fino al 1958. Giocò per due stagioni coi Green Bay Packers nel 1959 e 1960 e nel primo anno fu promosso a quarterback titolare dall'allenatore debuttante Vince Lombardi, ruolo che poi perse a causa di un infortunio al ginocchio, venendo sostituito da Bart Starr, futuro membro della Pro Football Hall of Fame. McHan successivamente giocò per Baltimore Colts e San Francisco 49ers oltre che brevemente per i Toronto Argonauts della Canadian Football League nel 1965.

## Statistiche
| Yard passate      | 9 949 |
| Touchdown         | 73    |
| Intercetti subiti | 108   |
| Passer rating     | 50,3  |